# Cornilleau
Automobiles Cornilleau war ein französischer Hersteller von Automobilen.

## Unternehmensgeschichte
Das Unternehmen aus Asnières-sur-Seine begann 1912 mit der Produktion von Automobilen. Der Markenname lautete Cornilleau. 1914 endete die Produktion. Es bestand keine Verbindung zu Cornilleau & Sainte-Beuve.

## Fahrzeuge
Das kleinste Modell war der 8/10 CV mit einem Zweizylinder-Zweitaktmotor mit 770 cm³ Hubraum. Daneben gab es zwei Modelle mit Vierzylindermotoren und wahlweise 1469 cm³ Hubraum und 10 PS oder 2296 cm³ Hubraum und 12 PS. Die Fahrzeuge verfügten über Kardanantrieb.